# زردپی
معمولاً در انتهاهای ماهیچه‌ها بافت همبند متراکم شده و ساختاری به نام زَردپـِی، وتر یا تاندون (به فرانسوی: Tendon) را تشکیل می‌دهد.
زردپی از بافت‌های رشته‌ای‌مانند است که معمولاً ماهیچه را به استخوان متصل می‌کند و توانایی مقاومت در برابر کشش را دارا است. تاندون مانند رباط‌ها از کلاژن ساخته شده‌اند و تفاوت آن‌ها در این است که رباط استخوانی را به استخوان دیگر متصل می‌کند.
زردپی‌ها حاوی دستجاتی از رشته‌های موازی کلاژن هستند و این ساختارها معمولاً ریسمان‌گونه و سفیدرنگ و در طول و ضخامت‌های مختلف دیده می‌شوند. در محل اتصال تاندون ها به استخوان رشته‌های کلاژن به داخل بافت استخوان متراکم نفوذ کرده ولی بافت همبند اطراف دستجات کلاژن با پری‌اسلنوم یکی می‌شوند.

## زردپی‌های اندام بالایی
هر انگشت دو زردپی خم‌کننده (فلکسور) دارد. یکی زردپی خم‌کننده عمقی است که به سطح کفی (وُلار) استخوان بند انتهایی انگشت متصل می‌شود و وظیفه آن خم کردن بند انتهایی روی بند وسط یا به زبان دیگر خم کردن مفصل‌های بندانگشتی دورینه (دیستال) دǍست است. ماهیچه این زردپی در ناحیه ساعد قرار گرفته‌است.
زردپی دیگر، خم‌کننده سطحی انگشت است که به سطح کفی استخوان بند میانی انگشت متصل می‌شود و وظیفه آن خم کردن بند وسط روی بند ابتدایی یا به زبان دیگر خم کردن مفصل مفصل‌های بندانگشتی نزدینه (پروگزیمال) دست است. ماهیچه این زردپی نیز در ناحیه ساعد قرار گرفته‌است.
در سطح پشتی انگشتان دست زردپی بازکننده (اکستانسور) انگشت وجود دارد که وظیفه آن بازکردن و در حالت مستقیم نگه‌داشتن بندهای انگشتان است. ماهیچه‌های این تاندون‌ها هم در ناحیه ساعد قرار دارد.
زردپی‌های بازکننده (اکستانسور) از پشت مچ دست و پشت استخوان‌های کف‌دستی عبور کرده و به انگشتان دست می‌رسند. هر انگشت یک زردپی بازکننده دارد بجز شست، انگشت اشاره و گاهی انگشت کوچک که دو زردپی بازکننده دارند.
هر زردپی بازکننده هم به بند وسطی و هم به بند انتهایی انگشت متصل می‌شود. زردپی بازکننده هر انگشت در سطح پشتی بند نزدینه (پروگزیمال) پهن شده و تمام سطح پشتی استخوان را فرامی‌گیرد به همین خاطر در این ناحیه به آن کلاهک بازکننده (Extensor hood) می‌گویند. زردپی‌های بازکننده انگشتان در حین عبور از سطح پشتی استخوان‌های کف‌دستی با یکدیگر اتصالاتی برقرار می‌کنند که در شکل بالا دیده می‌شود. زردپی‌های بازکننده هر انگشت در حین عبور از روی استخوان، از زیر تونل‌هایی از بافت محکمی مانند رباط عبور می‌کنند. به این تونل‌ها قرقره (Pulley) می‌گویند. وظیفه قرقره‌ها این است که زردپی‌های خم‌کننده را در نزدیک استخوان و مفصل نگه داشته و مانع از دور شدن آن‌ها از استخوان و مفصل در هنگام خم شدن انگشت می‌شوند. قرقره‌های متعددی در سطح کفی یا قدامی هر انگشت وجود دارد که نام‌گذاری شده‌اند.
زردپی‌های خم‌کننده انگشتان در حین عبور از سطح قدامی انگشت در درون لایه‌ای از بافت زلاله‌ای (سینوویال) قرار گرفته‌اند که به آن بافت زلاله‌ای زردپی (تنوسینوویوم) می‌گویند. وظیفه این لایه زلاله‌ای این است که با ترشح مایع زلاله‌ای موجب تسهیل حرکت تاندون در زیر قرقره و بر روی استخوان شوند.

## ساختار
۷۰٪ ساختمان زردپی از آب است. ۸۶٪ وزن خشک زردپی از کلاژن تشکیل شده‌است، ۲٪ از الاستین ،۵–۱٪ از پروتئوگلیکان و ۰٫۲٪ از اجزای غیر آلی مانند مس، منگنز و کلسیم.

## عملکرد

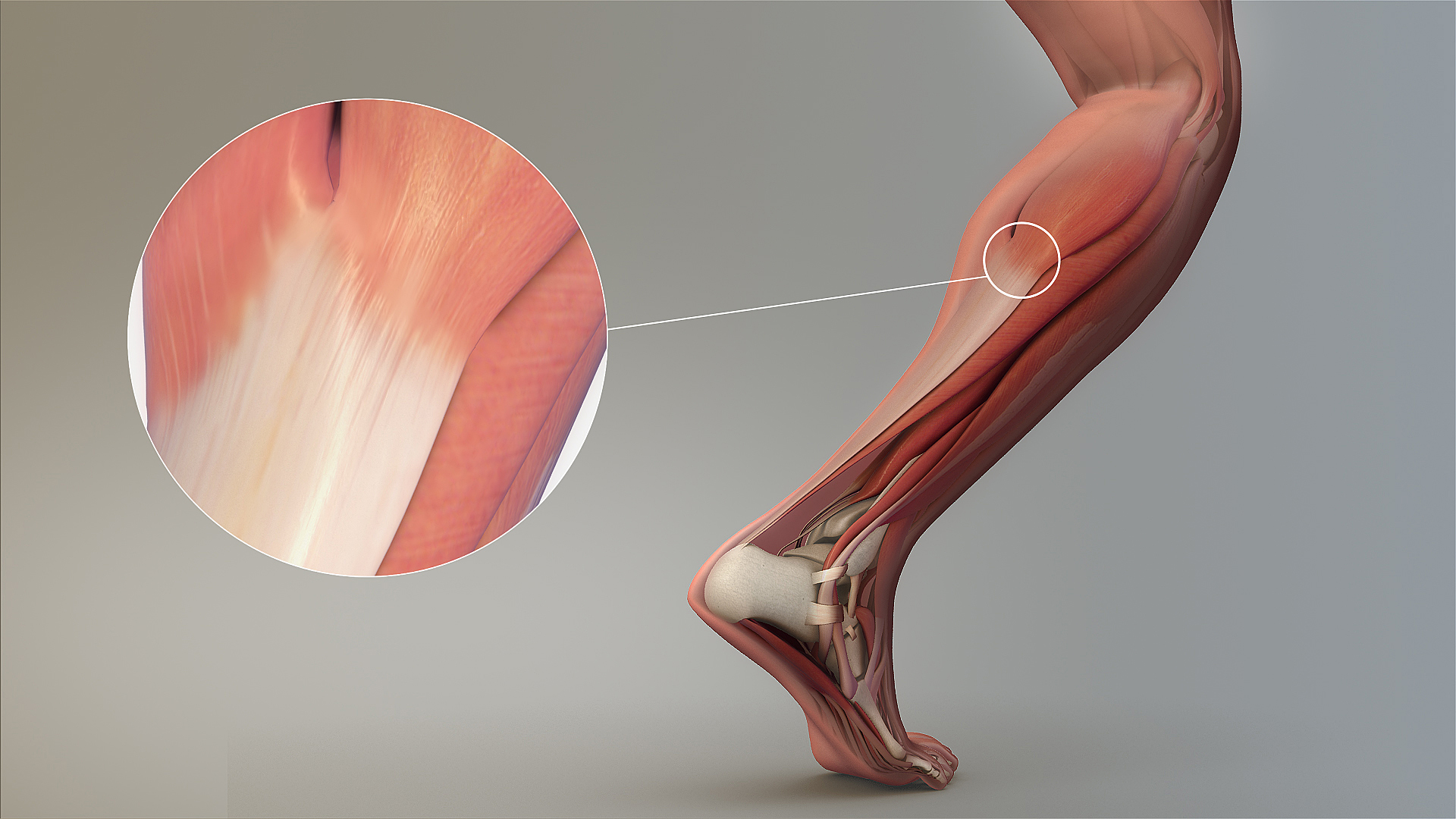
زردپی

در گذشته فرض براین بود که زردپی‌ها تنها سازوکاری هستند که عضلات را به استخوان‌ها وصل کرده و در نتیجه نقش انتقال نیرو را ایفا می‌کنند. به علاوه اینکه از طریق این اتصال، تاندون‌ها می‌توانند به صورت منفعلانه نیروها را در طی حرکت تغییر داده و در نتیجه بدون انجام کار اضافه به افزایش پایداری حرکت کمک کنند. با این حال، در طی دو دهه گذشته، تحقیقات زیادی بر روی خواص کشسانی برخی از تاندون‌ها و قابلیت عملکرد آن‌ها به عنوان فنر تمرکز یافته‌است. باید در نظر داشت که تاندون‌ها لزوماً عملکرد مشابه از خود نشان نمی‌دهند. بعضی‌ها عمدتاً مسئول تنظیم موقعیت هستند، مانند انگشتان دست در هنگام نوشتن (تاندون موضعی) و بعضی اثر فنر مانند از خود نشان داده و باعث بهبود مصرف انرژی در راه رفتن می‌شوند (تاندون ذخیره‌سازی انرژی).سلام
زردپی‌های ذخیره‌ساز انرژی می‌توانند با بازده بالایی انرژی را ذخیره کرده و سپس آزاد کنند. برای مثال، در طی یک قدم انسان، تاندون‌های آشیل همراه با حرکت مفصل مچ پا کشیده می‌شوند. در قسمت پایانی هر قدم، زمانی که کف پا خم می‌شود (انگشتان پا در جهت پایین قرار می‌گیرند)، این انرژی ذخیره شده آزاد می‌گردد. این سازوکار سود دیگری هم دارد. از آنجا که در طی این حرکت زردپی کشیده می‌شود، عضله نیاز به تغییر طول کمتر و حتی عدم تغییر طول خواهد داشت و در نتیجه قادر است نیروی بیشتری از خود تولید کند.